# (200381) 2000 QJ167
(200381) 2000 QJ167 es un asteroide perteneciente al cinturón de asteroides descubierto el 31 de agosto de 2000 por el equipo del Lincoln Near-Earth Asteroid Research desde el Laboratorio Lincoln, Socorro, Nuevo México, Estados Unidos.

## Designación y nombre
Designado provisionalmente como 2000 QJ167.

## Características orbitales
2000 QJ167 está situado a una distancia media del Sol de 2,422 ua (unidades astronómicas), pudiendo alejarse hasta 2,734 ua y acercarse hasta 2,110 ua. Su excentricidad es 0,128 y la inclinación orbital 5,942 grados. Emplea 1377,15 días en completar una órbita alrededor del Sol.

## Características físicas
La magnitud absoluta de 2000 QJ167 es 16,8.